# 중앙기독중학교
중앙기독중학교(中央基督中學校)는 대한민국 경기도 수원시 영통구 원천동에 있는 사립 중학교이다.

## 학교 연혁
- 1992년 11월 19일 : 학교법인 중앙학원 설립승인
- 1992년 11월 19일 : 초대학원 이사장 김준환 취임
- 1993년 3월 13일 : 중앙국민학교 시설사업 시행계획 승인
- 1994년 5월 14일 : 중앙국민학교 개교
- 2006년 12월 28일 : 중앙기독중학교 설립 인가
- 2007년 3월 1일 : 중앙기독중학교 개교
- 2009년 3월 1일 : 중학교 제1대 교장 박은철 취임
- 2010년 2월 10일 : 제1회 중앙기독중학교 졸업예배
- 2011년 3월 1일 : 교과교실제 지정(영어,수학,과학/기술)
- 2011년 5월 3일 : 제5대 이사장 이태섭 취임
- 2012년 3월 1일 : 자율학교 지정
- 2013년 1월 24일 : 특수학급 1학급인가
- 2021년 1월 14일 : 제12회 중앙기독중학교 졸업 예배
- 2022년 3월 1일 : 제5대 교장 노규호 취임
- 2022년 3월 1일 : 혁신학교 지정

## 참고 자료
- 중앙기독중학교 - 한국교육학술정보원 학교알리미